# Calanthe madagascariensis
Calanthe madagascariensis Rolfe ex Hook.f., 1901  è una pianta della famiglia delle Orchidacee, endemica del Madagascar.

## Descrizione
È una orchidea terrestre di piccola taglia, con fusti alti 20–50 cm, con pseudobulbi appiattiti da cui originano 5-10 foglie ellittico-lanceolate, plicate, lunghe 10–13 cm e larghe 3-4,5 cm, con margine ondulato.
L'infiorescenza è composta da 10-15 fiori di colore dal rosa al viola, con sepali ellittici lunghi sino a 15 mm con 5 venature, petali leggermente più piccoli con 3 venature, e un labello trilobato dotato di due callosità basali e uno sperone lungo circa 2 cm.

## Distribuzione e habitat
La specie è diffusa nelle foreste pluviali del Madagascar settentrionale ed orientale, dai 600 ai 2100 m di altitudine.